# Ashford (Surrey)
Ashford is een plaats en civil parish in het bestuurlijke gebied Spelthorne, in het Engelse graafschap Surrey met 25.240 inwoners. Voor 1965 lag Ashford in Middlesex.

## Geboren in Ashford
- Ruth Wilson (1982), actrice